# Turkan Arlat
Turkan Arlat (+1375) fou un amir dels Arlat que va governar al Gurziwan.
Shaikh Muhammad Sulduz, fill de Buyan Suldus, Adil Shah Jalayir i Turkan Arlat havien planejat apoderar-se de Tamerlà durant la festa en la que s'havia de casar amb Dilshad Agha, però el conqueridor va sospitar alguna cosa i va abandonar el lloc cap a un altre campament frustrant el intent; els conjurats van retornar als seus territoris. Posteriorment es van desplaçar a la cort. Tamerlà ja s'havia informat del que planejaven però va fer veure que no en sabia res i va concedir diversos honors a Adil Shah Al final del hivern, Timur va donar ordre de reunir altre cop l'exèrcit anunciant que l'objectiu era Coràsmia. Quan hi van ser tots va fer detenir a Shaikh Muhammad ibn Bayan Suldus al que es va interrogar i va confessar el seu pla criminal i fou declarat culpable i fou entregat a Her-i Mulk Selduz, un parent seu, al germà del qual havia matat; ara Her-i Mulk va prendre venjança i el va matar de la mateixa manera. Ali Dervix Jalayir i Muhammad Dervix Jalayir, implicats en la conjura, també foren condemnats a mort i executats. El tuman dels sulduz fou donat a Ak Timur Bahadur un fidel personal de Tamerlà.
En l'expedició a Coràsmia el seu còmplice l'amir Turken Arlat (governant de Gurziwan) va desertar (es va retirar cap al seu país al Khurasan, quan després de creuar el Jihun s'anava a trobar amb l'exèrcit imperial, al·legant que en un somni havia vista la seva mort). Timur va enviar un destacament a perseguir-lo manat per un amir de nom Pulad (probablement Pulad Bugha); van passar per Andkhud i finalment el van atrapar a Faryabon Turkan i el seu germà Turmij Arlat, que l'acompanyava en la fugida, van presentar batalla, però foren derrotats i van haver de fugir; Pulad sol, va perseguir a Turkan; aquest, amb el cavall cansat, va desmuntar i va matar el cavall de Pulad d'una fletxa, però la que anava dirigida al propi Pulad no el va tocar; els dos homes van lluitar cos a cos i finalment Turken va morir en el combat (Pulad li va tallar el cap); Aman Serbedal, que havia marxat en persecució del seu germà Turmij, també el va atrapar i el va matar; els dos caps foren enviats a Tamerlà.